# Shadows in the Night

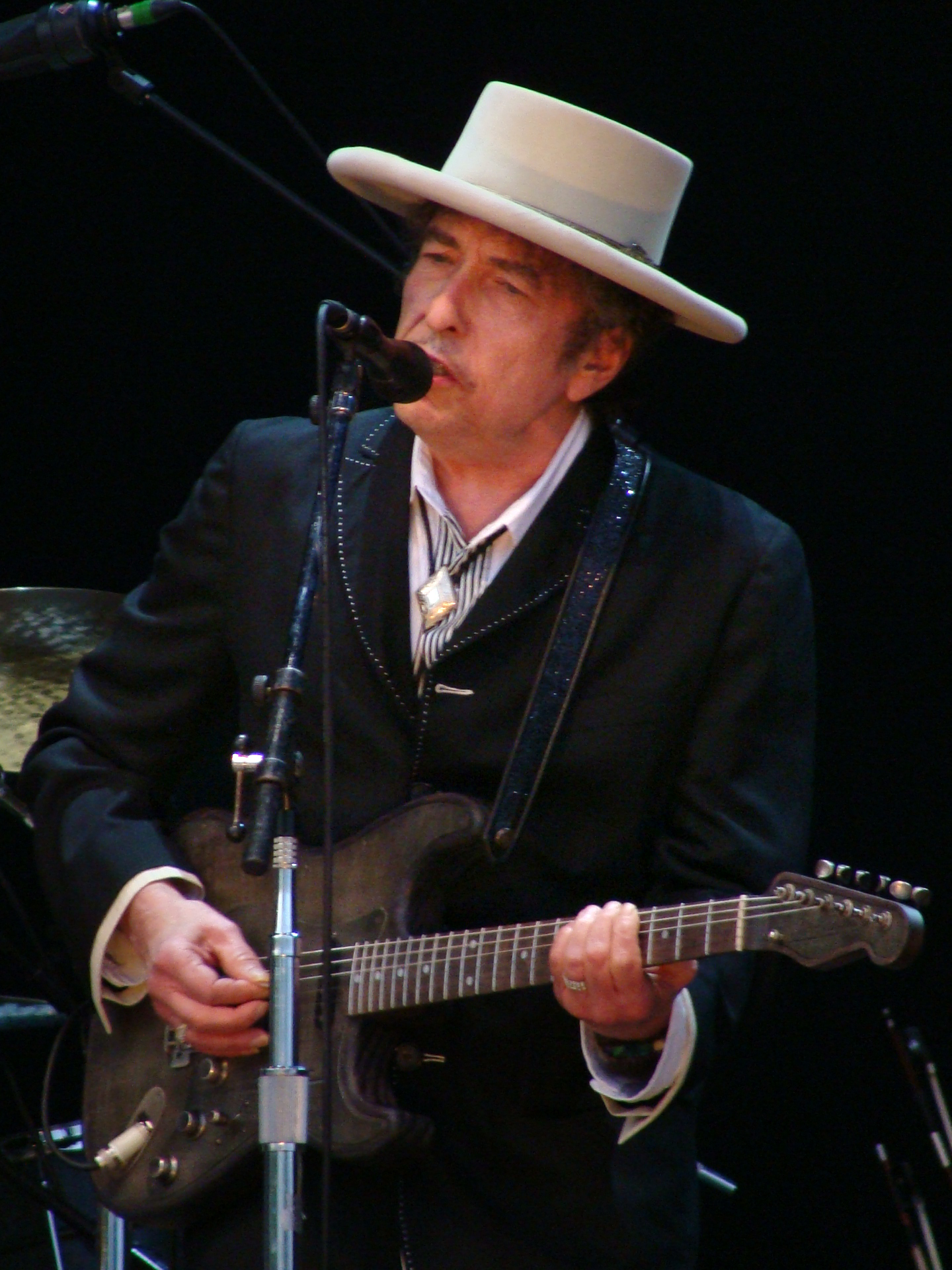
Bob Dylan auf dem Azkena Rock Festival (2010)

Shadows in the Night ist das 36. Studioalbum von Bob Dylan, das Anfang 2015 als Nachfolger von Tempest von 2012 erschienen ist. Im Unterschied zu den vorangegangenen Studioalben kaprizierte sich Shadows of the Night ausschließlich auf Fremdinterpretationen aus dem Repertoire eines anderen bekannten Künstlers – Frank Sinatra. Ungeachtet Dylans unerwarteten Schwenks hin zum Repertoire des Great American Songbook und dem Crooner-Stil der 1950er Jahre sowie ungeachtet der relativ kurzen Spielzeit erhielt das Album fast durchweg gute Kritiken.

## Inhalte und Hintergründe
Nach Erscheinen des hochgelobten 2012er Album Tempest hatte sich Dylans Plattenfirma, Sony-Ableger Columbia Records, vor allem auf die Pflege des Backlist-Repertoires konzentriert. 2014 erfolgten zwei Veröffentlichungen, eine erweiterte Ausgabe der Basement Tapes im Box-Format mit insgesamt 138 Tracks sowie eine größere Kompilation mit Fremdeinspielungen von Dylan-Texten. Dylans Begeisterung für das Crooner-Repertoire der 1940er bis 1960er war zwar bereits anlässlich seiner Radioshows für den Satelliten-Radiosender Sirius deutlich geworden. Die Entscheidung für ein Album mit Titeln aus dem Repertoire des Great American Songbooks wurde jedoch allgemein als Überraschung, beziehungsweise als Dylan-typische Eigenheit angesehen, in ihn gesetzte Erwartungen immer wieder zu konterkarieren.
Bezüglich der Einspielung selbst entschied sich Dylan für eine kleine Begleitkombo. Kernmusiker waren seine langjährigen Tourbegleiter Tony Garnier (Bass), Charlie Sexton und Stu Kimball an den Gitarren, George G. Receli als Perkussionist sowie Donnie Herron an der Pedal-Steel-Gitarre. Als deutlich präsentes Vordergrund-Instrument ersetzte die Pedal-Steel die opulenten Orchester-Begleitungen, die für Einspielungen dieser Art von Repertoire oft typisch sind. Lediglich bei drei Titeln kam ein Bläsersatz mit zusätzlichen Musikern zum Zug: die Trompeter Daniel Fornero und Larry G. Hall, die Posaunisten Alan Kaplan, Andrew Martin und Francisco Torres sowie die Waldhorn-Instrumentalisten Dylan Hart und Joseph Meyer. Hinsichtlich des Einspielorts und des Sounds lehnte sich Dylan eng an die Original-Einspielungen von Frank Sinatra an. Aufnahmeort war das legendäre Studio B von Capitol in Hollywood. Bei der Aufnahme selbst galten laut Dylan folgende Einschränkungen: keine Overdubs, keine Gesangskabinen, keine Kopfhörer und keine separaten Einzelspur-Einspielungen.
Ein weiteres Detail der Aufnahmesessions waren die festen Produktionszyklen: Montag bis Freitag wurde aufgenommen, das Wochenende blieb frei. Hinsichtlich der Songauswahl kaprizierte sich Dylan auf Sinatras klassische Phase als Crooner und Songbook-Interpret in den 1950er Jahren. Insgesamt spielte er mit seiner Studiocombo 23 Stücke ein; zehn davon sind auf Shadows in the Night enthalten. Das Repertoire des Albums besteht vorwiegend aus unbekannteren Sinatra-Einspielungen. Lediglich Autumn Leaves sowie der Frankie-Laine-Hit That Lucky Old Sun wiesen einen gewissen Bekanntheitsgrad auf.
Bei den Stücken selbst handelte es sich fast ausnahmslos um langsame, getragene Balladen – Musical-Titel, Filmtitel und sonstige Klassiker, bei denen auch Sinatra lediglich als ein Interpret von vielen in Erscheinung getreten war. Obwohl sich keine bekannten Sinatra-Titel auf dem Album befanden, waren alle Stücke oft interpretierte Songbook-Klassiker mit einer Vielzahl unterschiedlicher Einspielungen. I’m a Fool to Want You – der einzige Song der Platte, den Sinatra auch mit geschrieben hatte, war unter anderem interpretiert worden von Peggy Lee, Billie Holiday, Shirley Bassey, Tony Bennett, dem Popmusiker Elvis Costello sowie den Jazzmusikern Chet Baker und Donald Byrd. Von The Night We Called It a Day hatten unter anderem Doris Day, Chris Connor sowie Diana Krall Coverversionen gesungen. Autumn Leaves ist ein Chanson von Joseph Kosma, dessen englischer Text von Johnny Mercer stammt. Der Song war im Repertoire von Edith Piaf und Serge Gainsbourg ebenso enthalten wie in dem der US-Erstinterpretin Jo Stafford und zahlreicher Jazzgrößen.
Bei Why Try to Change Me Now und Where Are You? handelt es sich ebenfalls um zwei Titel mit reputabler Broadway-Vergangenheit. Das Gleiche gilt für Some Enchanted Evening und What'll I Do. Some Enchanted Evening, ein bekanntes Stück vom Komponisten-Duo Oscar Hammerstein und Richard Rodgers, stammt aus den Musical South Pacific. Interpreten waren unter anderem Perry Como, Bing Crosby sowie der Opern-Tenor Giorgio Tozzi. What'll I Do, ein Stück von Irving Berlin aus dem Jahr 1923 für dessen vierte Music-Box-Revue, zählte zum Repertoire vieler Künstler – etwa Pat Boone, Julie London, Pink Martini, Nancy Sinatra, Lou Rawls, Art Garfunkel sowie Georgia Gibbs. Ebenso Full Moon and Empty Arms und That Lucky Old Sun; ersteres wurde unter anderem von Erroll Garner, Sarah Vaughan, Caterina Valente sowie den Platters eingespielt, letzteres von Frankie Laine, Vaughn Monroe und seinem Orchester, Sam Cooke, den Velvets, Aretha Franklin, Willie Nelson, Ray Charles, Karel Gott, Johnny Cash sowie der Jerry Garcia Band.
Bob Dylan selbst betonte anlässlich der Veröffentlichung von Shadows in the Night, dass es ihm nicht um einfache Coverversionen gegangen sei, sondern um echte Neuinterpretationen. Der Sänger distanzierte sich sogar explizit von dem Begriff „Cover“. Dylan sagte zu seinem Projekt, es sei für ihn ein Privileg gewesen, dieses Album zu machen. Etwas in dieser Art habe er schon sehr lange umsetzen wollen. Allerdings habe er sich bislang nicht getraut, Arrangements für ein großes Orchester in Stücke für eine fünfköpfige Band zu verwandeln. Verglichen mit Sinatra, stellte er sich bewusst in die zweite Reihe. An Sinatra, so Dylan, reiche niemand heran – weder er noch irgendjemand sonst. In einem Interview für die Mitgliederzeitschrift des US-Seniorenverbandes AARP gab er zu, dass er das Album aus Reminiszenzgründen aufgenommen hat – als Tribut an die Musik seiner Kindheit und Jugend. Die Vielfalt der Musik während seiner Kindheit beschrieb er dabei mit folgenden Worten: „Spätnachts kamen dann auch Sender rein, die so Vorläufermusik von Rock ’n’ Roll spielten, Jimmy Reed vielleicht. In Chicago schien es einen Sender zu geben, der war auf Hillbilly-Musik spezialisiert, und aus Nashville kam vielleicht ein Fetzen aus der Grand Ole Opry durch den Äther. Ich habe jedenfalls Hank Williams noch zu seinen Lebzeiten gehört. Und dann die Staple Singers, ‚Uncloudy Day‘, Mann …“
Auch bei der Promotion für das Album konzentrierten sich Dylan und Columbia auf die von dem Verband vertretenen Rentner. 50.000 der insgesamt 35 Millionen Leser der Verbandszeitschrift AARP Bulletin bekamen Shadows in the Night als Gratisbeilage zum Bulletin geschenkt.

## Rezeption und Kritik
Kritik und Hörer nahmen das Album überwiegend mit Wohlwollen auf. Auf der US-Webseite metacritic.com erhielt Shadows in the Night den Metascore-Wert 82 (von 100); der User-Score belief sich auf 7.1. Angelsächsische Medien bewerteten die eigenwillige Form der Sinatra-Adaption großteils als gelungen. Thomas Erlewine hob in seiner Kritik bei Allmusic vor allem die eigenständige Bearbeitung des Song-Materials hervor. Dylans Stimme, so Erlewine, zeige Abnutzungsspuren. Er wisse allerdings, wie er ebendiesen Effekt optimal einsetze. In der Summe sei das Album ein Zeugnis, das unter Beweis stelle, wie sehr sich Dylan selbst in diesen alten Songs wiedererkenne. Der Guardian-Musikkritiker Alexis Pedridis charakterisierte das Projekt als ein Wagnis, das gelungen sei. Viele Künstler, so Pedridis, wichen nur zu Überbrückungszwecken auf das Repertoire des Great American Songbook aus. Bei Shadows in the Night hingegen wirke die Adaption des alten Liedmaterials wie aus einem Stück.
Auch deutschsprachige Medien bewerteten Dylans Sinatra-Album überwiegend positiv. Ähnlich wie bei anderen Dylan-Studioalben veröffentlichten über die üblichen Popmusik-Periodika hinaus fast alle großen Magazine, Wochen- und Tageszeitungen eine Rezension des Albums, wobei die einzelnen Besprechungen unterschiedliche Akzente setzten. Hervorgehoben wurde unter anderem Dylans Vorliebe, altbekannte Erwartungen nicht zu erfüllen. Andreas Borcholte etwa zog im Spiegel eine Parallele zu Dylans Endsechziger Album Self Portrait. Ähnlich wie damals stutze sich Dylan auch diesmal freiwillig auf Normalmaß zurück. Borcholte: „Heute ist Dylan wohl eine noch größere Ikone als damals, wenn nicht längst sakrosankt. Also stellt er sich in den Schatten desjenigen, der auf einem noch höheren Sockel steht. Sinatra also, klar. Anders als Elvis Presley, der dritte im Bunde der großen Pop-Erneuerer, hat der nie einen Song von Dylan gecovert.“
Eine ähnliche Parallele zog auch Rüdiger Dannemann in der Wochenzeitung Freitag. Dannemann verglich Shadows in the Night mit Nashville Skyline und hob einerseits Dylans Abkehr von Folk, Rock und Americana, andererseits die Unterschiede zwischen Dylan und Sinatra hervor: „Warum nicht Woody Guthrie, Phil Ochs oder Blind Willie McTell? Auf seinem 36. Album nähert sich Bob Dylan unerwartet respektvoll Frank Sinatra. Zwei Welten begegnen sich: Hier der Sänger des Protests mit der Stimme eines ‚Kojoten im Stacheldraht‘, der über die Herren des Kriegs ebenso bösartig-schön tönen kann wie über die romantische Liebe. Dort der singende und schauspielernde Entertainer mit Whiskey und Zigarette, ‚The Voice‘ mit dem Hang zur Perfektion.“
Maik Brüggemeier kehrte in der deutschsprachigen Ausgabe des Rolling Stone ebenfalls den Abstand zwischen Interpret und gewähltem Songmaterial hervor. Brüggemeier: „Sinatra und Dylan –  eine interessante Konstellation. Zwei Einwandererkinder, die zu amerikanischen Archetypen wurden, der Star und der Hobo, der Crooner und der Songwriter, beide Trickser, Spieler, Song-and-Dance Men; der eine Stimme, der andere Bauchredner des amerikanischen Songs und unter verschiedenen Vorzeichen zwei der größten Sänger des 20. Jahrhunderts.“ Fazit der Besprechung: „Dylan nimmt den Liedern die Schminke und die Abendkleider ab, zeigt sie im Licht der blauen Stunde nackt, verletzlich und in der Schönheit ihres Alters.“
Andere Kritiken hoben hervor, dass Shadows in the Night ein Album sei, das sich explizit an die ältere Generation richte. Oliver Rustemeyer verwendete in seiner Albumbeschreibung bei WDR 2 eine Bildsprache, die stark Bezug nahm auf Gemälde von Edward Hopper. Eine Wertung mit ähnlicher Richtung war in dem Wochenmagazin Focus zu lesen. Ein weiterer Aspekt, den mehrere Albumkritiken hervorhoben, war die behutsame Instrumentierung mit kleiner Combo sowie Dylans Gesang. Ulrich Rüdenauer in der tageszeitung: „Nicht nur, dass Dylan singt, als hätte er die Stimmbänder ein bisschen abhobeln und mit Kreide behandeln lassen, geradezu sanft wispert er manchmal, wenn auch zuweilen bei langgezogenen Tönen recht wackelig.“ Ähnlich urteilten Jacqueline Krause-Blouin im Musikmagazin Spex sowie Rezensentin Sylvia Staude in der Frankfurter Rundschau. Krause-Blouin hob die sparsame musikalische Begleitung sowie den Einsatz einer Pedal-Steel-Gitarre als tragendes Instrument positiv hervor. FR-Rezensentin Staude lobte die klare, deutliche Intonation und fragte provokativ: „Hat er plötzlich Singen gelernt?“
Obwohl die positiven Kritiken deutlich überwogen, bekam Shadows in the Night auch einige schlechtere ab. Karl Bruckmaier in der Süddeutschen Zeitung fand, Dylan glaube offensichtlich, wenn er Sinatra-Songs „(…) mit seiner kaputten Altmännerstimme intoniert und die Band ohne Schlagzeug und Klavier eine Art Western-Version dieser urbanen Befindlichkeitsmusik anstimmt, dass er sich diese Songs zu eigen machen kann.“ Buckmeiers Fazit: Das Great American Songbook halte auch Dylans Versionen unbeschädigt aus. Das Wochenmagazin Stern stellte Shadows in the Night als Zwischenschritt hin vor dem nächsten Meisterwerk – eventuell sogar als übler Fehltritt, der sich nur durch mehrfachen Konsum des Vorgängeralbums Tempest heilen lasse.  Zu einem diametral entgegengesetzten Schluss kam die Welt. Dylan, so das Fazit von Rezensent Michael Pilz, habe einfach den Mut besessen, ein Album ganz für sich allein aufzunehmen.

## Titelliste
1. I'm a Fool to Want You – 4:51 (Frank Sinatra, Jack Wolf, Joel Herron)
2. The Night We Called It a Day – 3:24 (Matt Dennis, Tom Adair)
3. Stay with Me – 2:56 (Jerome Moross, Carolyn Leigh)
4. Autumn Leaves – 3:02 (Joseph Kosma, Jacques Prévert (französisch), Johnny Mercer (englisch))
5. Why Try to Change Me Now – 3:38 (Cy Coleman, Joseph McCarthy)
6. Some Enchanted Evening – 3:28 (Oscar Hammerstein II, Richard Rodgers)
7. Full Moon and Empty Arms – 3:26 (Buddy Kaye, Ted Mossman, Sergei Rachmaninoff)
8. Where Are You? – 3:37 (Harold Adamson, Jimmy McHugh)
9. What'll I Do – 3:21 (Irving Berlin)
10. That Lucky Old Sun – 3:39 (Haven Gillespie, Beasley Smith)